# Louis-Jean-François Lagrenée
Louis-Jean-François Lagrenée (30. prosince 1724 – 19. června 1805) byl francouzský rokokový malíř a učen Carla van Loo. V roce 1749 získal římskou cenu za malbu a v roce 1755 byl zvolen členem Académie royale de peinture et de sculpture. Jeho mladší bratr Jean-Jacques Lagrenée byl rovněž malířem.

## Životopis
Narodil se 30. prosince 1724 v Paříži. Již od útlého věku se u něj projevoval malířský talent. V mládí nabízeli členové Académie royale de peinture et de sculpture za malý poplatek kurzy kreslení a výtvarné principy a techniky. Tyto kurzy dávaly členům akademie možnost vytipovat a vychovat šest nejnadanějších mladých studentů v daném roce a nabídnout jim místo v programu známém jako École royale des élèves protégés. Ten studenty připravoval studenty na soutěže Prix de Rome. Po tříletém programu si jej vybral a vedl jej Carl van Loo.
Jako student francouzské akademie v Římě si oblíbil barokní malířství. Inspirovali ho především díla Guida Reniho a Francesca Albaniho. V pozdějším období své kariéry získal přídomek „francouzský Albani".
V roce 1753 se vrátil z Říma zpět do rodné Pažíže, kde byl již považován za místní celebritu.
V pondělí červenci 1758 se oženil s šestnáctiletou Anne-Agathe Isnardovou. Zůstali svoji až do Lagrenéeho smrti.
Jeho kariéra v Paříži vzkvétala díky mnoha zakázkám pro významné mecenáše, členy bohaté komunity a pravidelným účastem na výstavách pařížských salonů. Jeho pověst upoutala pozornost ruské carevny Alžběty Petrovny, která ho v roce 1760 jmenovala ředitelem carské akademie umění a svým hlavním dvorním malířem. Po pouhých dvou letech v Rusku se vrátil do Paříže, aby přijal místo profesora a rektora královské akademie.
V letech 1781 až 1787 pobýval ve vile Medici v Římě jako ředitel francouzské akademie. Po návratu do Paříže byl jmenován čestným kurátorem a ředitelem muzea Louvre. Dne 15. července 1804 byl Napoleonem I. jmenován rytířem Čestné legie.
Zemřel v Paříži 19. června roku 1805. Bylo mu 80 let.

## Dílo

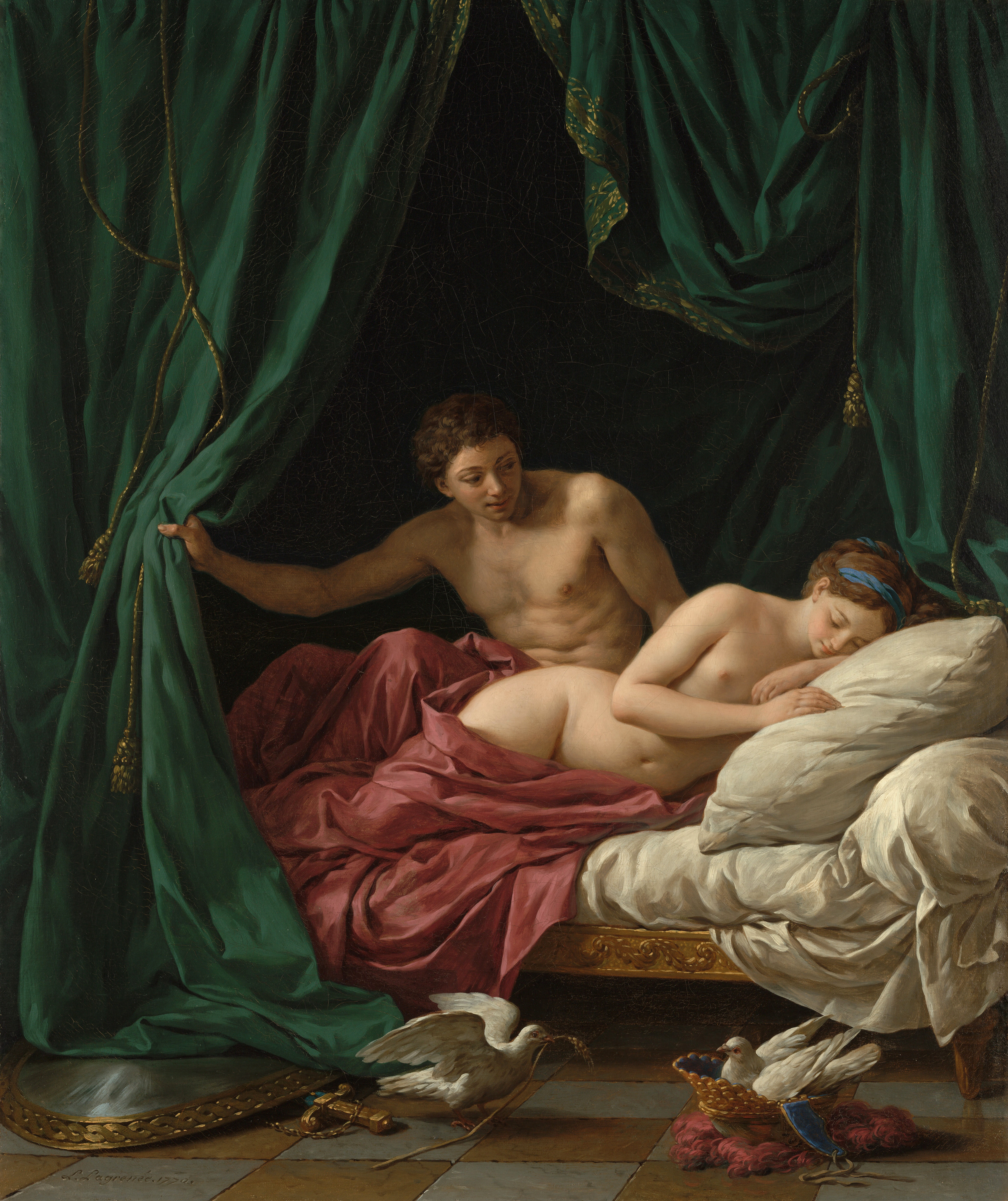
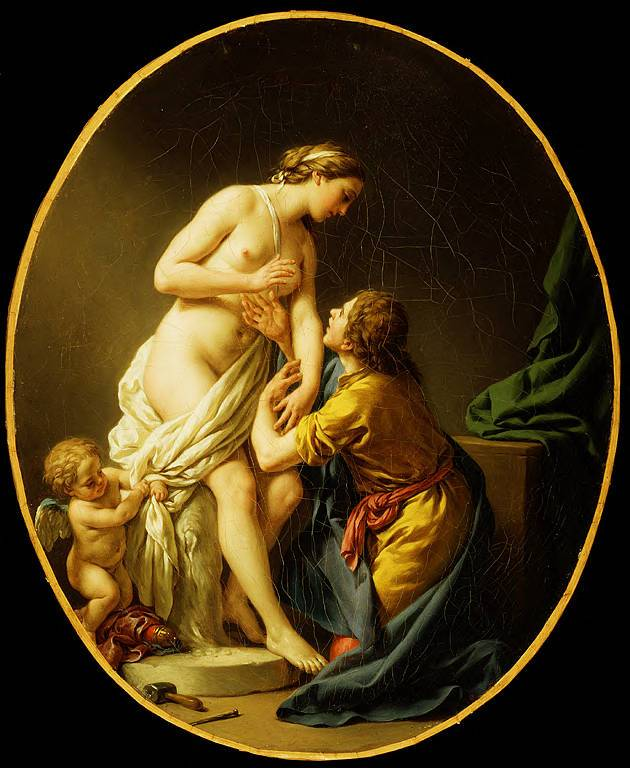
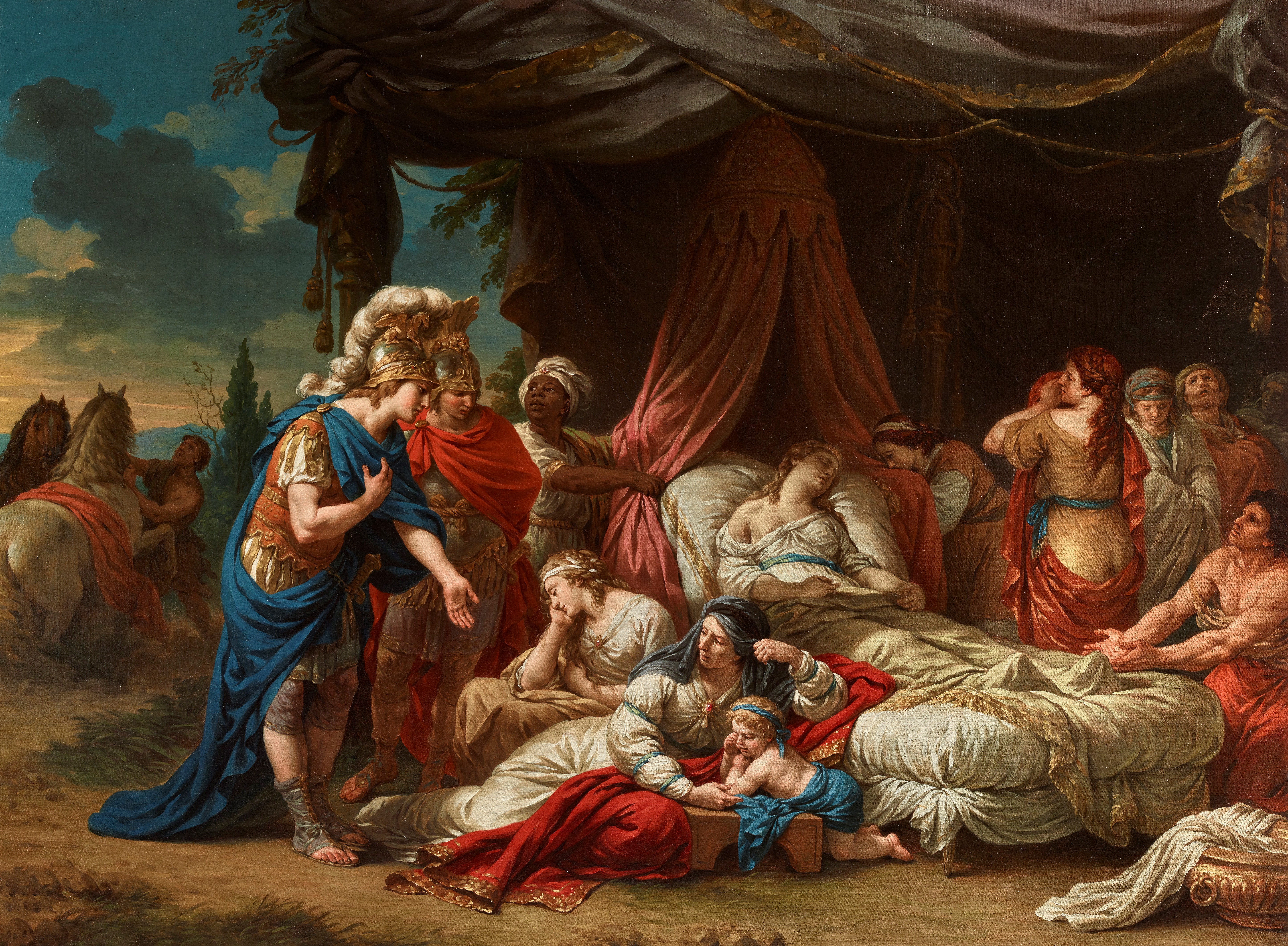
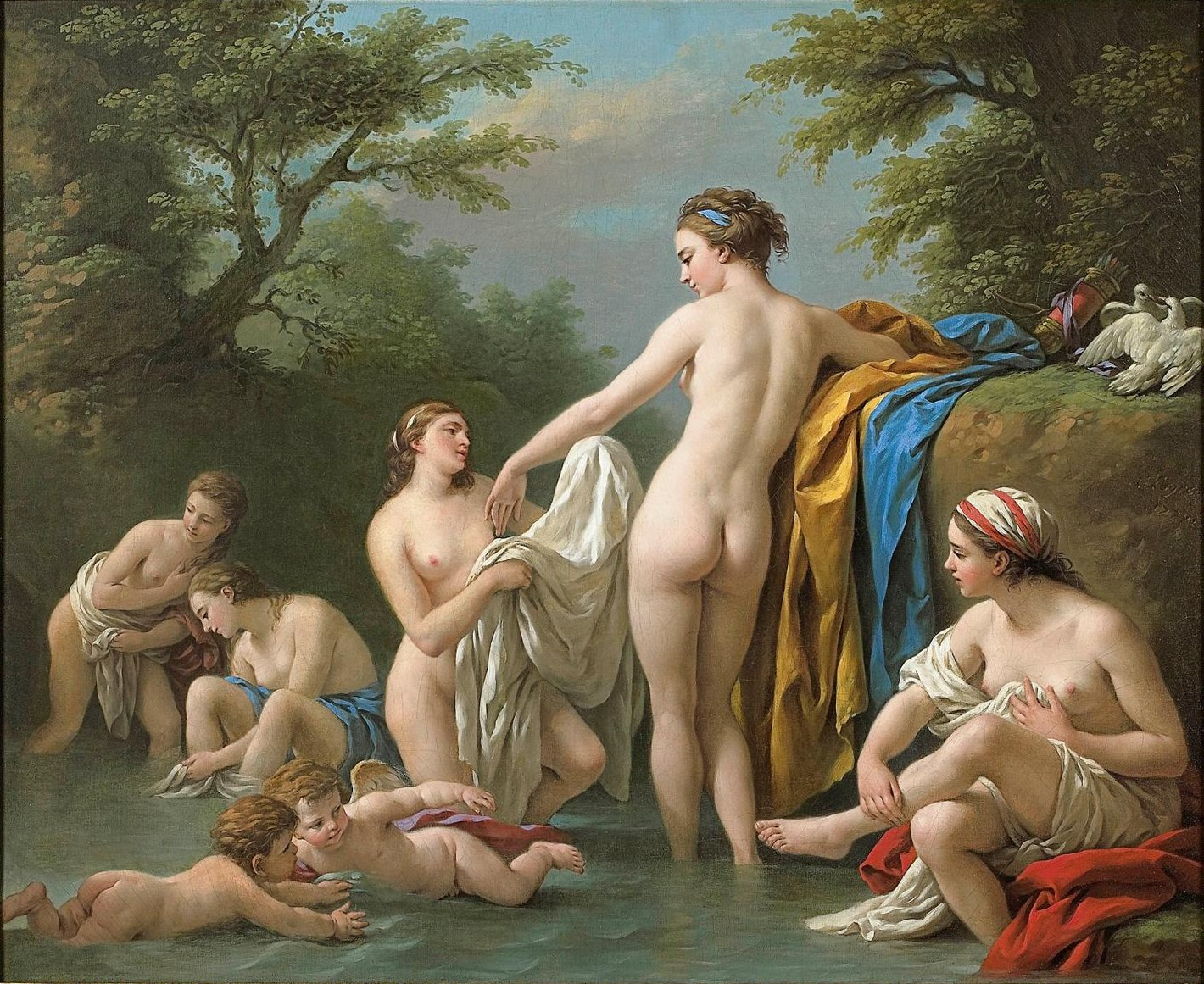